# Jazovir Zjrebtjevo
Jazovir Zjrebtjevo (bulgariska: Язовир Жребчево) är en reservoar i Bulgarien.   Den ligger i regionen Stara Zagora, i den centrala delen av landet, 210 km öster om huvudstaden Sofia. Jazovir Zjrebtjevo ligger 260 meter över havet. Arean är 17,2 kvadratkilometer. Den sträcker sig 7,6 kilometer i nord-sydlig riktning, och 10,2 kilometer i öst-västlig riktning.
I omgivningarna runt Jazovir Zjrebtjevo växer i huvudsak blandskog. Runt Jazovir Zjrebtjevo är det ganska glesbefolkat, med 48 invånare per kvadratkilometer.